# Окно прозрачности оптического волокна

График зависимости затухания в кварцевом волокне от длины волны излучения и три окна прозрачности

Окно́ прозра́чности (англ. Transmission Window, Telecom Window) — диапазон длин волн оптического излучения, в котором имеет место меньшее, по сравнению с другими диапазонами, затухание излучения в среде, в частности — в оптическом волокне. Стандартное ступенчатое оптическое волокно (SMF) имеет три окна прозрачности: 850 нм, 1310 нм и 1550 нм. К настоящему времени разработаны четвёртое (1580 нм) и пятое (1400 нм) окна прозрачности, а также оптические волокна, имеющие относительно хорошую прозрачность во всём ближнем инфракрасном диапазоне. Для других типов оптического волокна диапазон прозрачности может быть намного шире, например, в кварцевом оптоволокне полоса пропускания может охватывать весь видимый диапазон, а также ближний и средний инфракрасный. 
Неоднородность затухания света в оптическом волокне в разных диапазонах длин волн обусловлена неидеальностью среды, наличием примесей, резонирующих на разных частотах.
Затухание в разных окнах прозрачности неодинаково: наименьшая его величина — 0,22 дБ/км наблюдается на длине волны 1550 нм, поэтому третье окно прозрачности используется для организации связи на большие расстояния. Во втором окне прозрачности (1310 нм) затухание выше, однако для этой длины волны характерна нулевая дисперсия, поэтому второе окно используется на городских и зоновых сетях небольшой протяжённости. Первое окно прозрачности используется в офисных оптических сетях; использование этого окна прозрачности незначительно.

## Физическая основа явления
Затухание сигнала в оптическом волокне обусловливается двумя основными факторами — рэлеевским рассеянием и инфракрасным поглощением. С ростом длины волны рассеяние уменьшается пропорционально четвёртой степени частоты, а поглощение — наоборот — возрастает. В то же время присутствующие в оптическом волокне ионы OH создают области сильного поглощения, называемые водяными пиками. Центральные частоты водяных пиков приходятся на длины волн 1290 и 1383 нм. Применение технологии очистки оптического волокна позволило уменьшить потери в водяном пике на длине 1383 нм до величины 0,31 дБ/км, что уже меньше потерь во втором окне прозрачности (0,35 дБ/км).
Коэффициент рэлеевского рассеяния зависит от режима тепловой обработки заготовки для оптического волокна и уменьшается с понижением температуры. Так, при уменьшении температуры вытяжки волокна до 1800 °C и скорости вытяжки до 1 м/с величину потерь удалось уменьшить до 0,16 дБ/км в третьем окне и до 0,29 дБ/км во втором окне прозрачности.

## История разработки и использования окон прозрачности
Первоначально, в 1970-х годах, системы волоконно-оптической связи использовали первое окно прозрачности, поскольку выпускаемые в то время GaAs-лазерные диоды и светодиоды работали на длине волны 850 нм. В настоящее время этот диапазон из-за большого затухания используется только в локальных сетях.
В 1980-х годах были разработаны лазеры на тройных и четверных гетероструктурах, способные работать на длине волны 1310 нм и второе окно прозрачности стало использоваться для дальней связи. Преимуществом данного диапазона явилась нулевая дисперсия на данной длине волны, что существенно уменьшало искажение оптических импульсов.
Третье окно прозрачности было освоено в начале 1990-х годов. Преимуществом третьего окна является не только минимум потерь, но и тот факт, что на длину волны 1550 нм приходится рабочий диапазон волоконно-оптических эрбиевых усилителей (EDFA). Данный тип усилителей, имея способность усиливать все частоты рабочей области, предопределил использование третьего окна прозрачности для систем со спектральным уплотнением (WDM).
Четвёртое окно прозрачности простирается до длины волны 1620 нм, увеличивая рабочий диапазон систем WDM.
Пятое окно прозрачности появилось в результате тщательной очистки оптического волокна от посторонних примесей. Таким образом было получено оптическое волокно AllWave, имеющее малые потери во всей области от 1280 нм до 1650 нм.
В связи с расширением рабочего диапазона оптических волокон Международным союзом электросвязи были утверждены новые спектральные диапазоны в интервале 1260…1675 нм:
| Обозначение | Диапазон, нм | Русское название    | Английское название  |
| ----------- | ------------ | ------------------- | -------------------- |
| O           | 1260…1360    | Основной            | Original             |
| E           | 1360…1460    | Расширенный         | Extended             |
| S           | 1460…1530    | Коротковолновый     | Short wavelength     |
| C           | 1530…1565    | Стандартный         | Conventional         |
| L           | 1565…1625    | Длинноволновый      | Long wavelength      |
| U           | 1625…1675    | Сверхдлинноволновый | Ultra-long wavelengh |